# ポール・ワトソン
ポール・フランクリン・デイブ・ワトソン（英: Paul Franklin Dave Watson、1950年12月2日 - ）は、カナダ出身の環境活動家（米・加重国籍）。グリーンピースの元メンバーで、反捕鯨団体「シーシェパード」の設立者。日本の調査捕鯨を妨害した容疑で海上保安庁から国際刑事警察機構（ICPO）を通じて国際手配されていたが、現在は解除されている。
2012年5月13日、コスタリカのサメ漁船に対する航行妨害の容疑で出ていた逮捕状に基づき、フランクフルトでドイツ当局に逮捕されたが、保釈中に逃亡した。2024年7月21日デンマーク自治領グリーンランドのヌークに寄港した際に逮捕された。2024年12月、デンマーク法務省は日本のワトソンの引き渡し要求を却下し、その結果ワトソンは釈放された。
トロントに生まれたワトソンは、1969年のシエラクラブの核実験反対運動に参加した。グリーンピースにおいて影響力の強い初期メンバーであった彼は、そこで船上員や操縦士としての任務を担った。後、グリーンピースの理事会に加えられたが、その「非暴力」の理念に反感を持ち、より攻撃的な活動を求めた結果、1977年には降ろされた。やがてグリーンピースそのものから脱会すると、同年、彼は反捕鯨団体「シーシェパード」を設立した
。
ワトソンは、菜食主義、能動的人口管理を推進しており、人間より動物を重視するという思想を広めようとしている。

## 生い立ち
1950年、12月2日、ポール・ワトソンはトロントで、アントニー・ジョセフ・ワトソンとアンナマリー・ラーソンとの間に生まれ、ニューブランズウィック州セント・アンドリューズで育った。1967年のモントリオール万国博覧会のツアーガイドとして働いた後、貨物列車で西のバンクーバーへと移住。
1968年、そして1970年代初頭には、彼はカナダ沿岸警備隊に入隊し、気候観測船や救援用ホバークラフト上、あるいはブイの監視役などとして働いた。1969年にはバンクーバーのノルウェー領事館における商業航海人となり、載貨容積3万5千トンのノルウェー船「ブリス（Bris）」の甲板員となった。

## 活動家として

### グリーンピース時代
1969年10月、ワトソンは自然保護団体シエラクラブの、アムチトカ島に於ける核実験への反対運動に参加した。この運動の結果、カナダのバンクーバーに誕生したのが、「波を立てるな委員会（Don't Make a Wave Committee）」である。この団体は後にグリーンピースへと発展していった。ワトソンは1971年「グリーンピース2号（Greenpeace Too!）」の船上員となった後 、1972年には同組織の「アストラル号（Astral）」の船長を務めた。その後、1970年代半ばまで、グリーンピースで働くこととなるが、1975年の6月、ソ連の捕鯨妨害活動の最中、彼の人生を変える出来事が起こったらしい 。なお、グリーンピースはワトソンを「初期の影響を持つメンバーではあったが、彼の主張とは異なり、グリーンピースの創立者ではなかった」としている。ポール・ワトソンは、しかし、依然として自分がグリーンピース及びグリーンピース・インターナショナル創立者であったと主張し続けている。
1977年、賛成11票、反対1票（この1票はワトソン自身によるものである） でワトソンはグリーンピースの理事会から降ろされた。それは、彼の目立ちたがりで傲慢な性格により組織内の調和が乱れるため、次期代表のパトリック・ムーアに反対したため、そしてニューファンドランド州での抗議活動中に取った彼の行動（アザラシ狩り漁師から棍棒を取り上げ、アザラシの生皮と共に海へ投げ捨てた）がグリーンピースの理念に反するのにもかかわらず、彼がそれを謝罪しようとしないため、という3つの理由によるものであった。非暴力的抗議活動に限界を感じたワトソンは、グリーンピースを離脱。この行動は、グリーンピースから「反逆」として受け止められた。

### シーシェパード時代
1977年、グリーンピースを脱退したワトソンは、シーシェパードの前身となる「アースフォース（Earth Force Society）」を結成した。1978年12月、英国の作家で動物基金の代表者でもあるクリーブランド・アモリー（Cleveland Amory）から支援を得て、シーシェパード号を購入、本格的な活動を開始した。1979年3月、カナダセントローレンス湾においてアザラシ狩船に対して、シーシェパードとして初の抗議活動を行った。同年6月、海賊捕鯨船シエラ号（Sierra）に、船首に100トンのコンクリート塊を取り付けたシーシェパード号で体当たりし、航行不能に陥らせた。この事件の後、ワトソンは自らをキャプテン（船長）と呼ぶようになったが、船長の資格を得たことはない。ワトソンらの抗議行動は、捕鯨船の甲板へ物を投げる、異物をスクリューに絡ませようとする、捕鯨船への侵入、アイスランド近辺における自沈など、過激なものであり、シーシェパードはすぐに最も攻撃的な環境保護団体の一つとして知られるようになった。1993年に著した著書で、ワトソンは地球防衛戦士の教えとして、派手派手しいドラマを演出し相手を騙しなさい、信頼を得るために犠牲者のふりをしなさい、などと記した。シーシェパードの反捕鯨活動は現在アニマルプラネットで放送されているドキュメンタリー番組『クジラ戦争（Whale Wars）』として注目を集めている。
2012年3月、クロマグロ漁師から賄賂をもらっているとワトソンから非難されたマルタ首相ローレンス・ゴンジは、国会答弁でワトソンを名誉毀損で訴えると断言した。
同年5月、2002年に映画『シャークウォーター（Sharkwater）』を撮影した際にグアテマラ沖でコスタリカのサメ漁船の航行を妨害した容疑でフランクフルトにて逮捕された。身柄はコスタリカに引き渡される予定であったが、7月、保釈中にドイツから出国して所在不明となり、コスタリカの要請を受けた国際刑事警察機構（ICPO）は、ワトソンに対する国際指名手配を情報提供などを求める「青手配」から、身柄引き渡しのために逮捕を求める「赤手配」に格上げした。またICPOは、同年9月に、ポール・ワトソンの日本の調査捕鯨妨害の件についても日本の海上保安庁から要請を受けて「赤手配」をしている（後述）。
その後、約1年3ヶ月にわたり南太平洋上を航行していたとされる。2013年10月28日、日本鯨類研究所がシーシェパードに対して調査捕鯨妨害の差し止めを求めて起こした民事訴訟に出廷するため、アメリカ合衆国に入国。11月6日、シアトルの連邦高等裁判所で証言台に立った。

## 日本との関係
1982年、イルカ漁に抗議するために訪日し、朝日新聞から「イルカの使者」と呼ばれた。イルカ漁を止めれば1頭につき100ドルを支払うが、止めないならばシー・シェパード2世号を自沈させて港を封鎖すると脅したが、長崎県壱岐で県水産部次長と話し合いをもった結果、漁民はイルカを積極的に捕獲しているのではないという説明に納得して何もせずに帰った。
2010年6月に、海上保安庁は調査捕鯨を妨害した容疑でポール・ワトソンの逮捕状をとり、国際刑事警察機構（ICPO）に青手配（犯罪に関連していないか追加情報の提供を求める）を請求し、ICPOが各国にこれを実施したが、ポール・ワトソンは共同通信の電話取材に対して「日本政府はわれわれが（次の捕鯨シーズンに）南極海に行くのを阻止しようと、あらゆる手段を取ろうとしている」と政治的な意図があると批判した。逮捕状に関しては「全く心配していない」と強調した。
2010年、シーシェパードの抗議船アディ・ギル号は日本の捕鯨監視船第2昭南丸と衝突し沈没したが、アディ･ギル号元船長のピーター・ベスーンに「ワトソンがPR目的のために、沈めるよう指示を出した」と自作自演行為であったことを暴露され、「不正直だ」「道徳的に破綻している」と批判された。
2010年、CNNテレビのトーク番組に出演し「経済的に日本の彼らを痛めつけるのが、捕鯨中止への最善の方法」とし、「彼らはわれわれを殺そうとしているが、われわれは彼らを負傷させていない」と語った。
2011年3月11日の東北地方太平洋沖地震の直後、ポール・ワトソンは「捕鯨を行う日本への海神ネプチューンの怒りが津波となって日本を襲った」とする内容を含む詩 Tsunami をオンラインで投稿した。これらは震災の被害者を侮辱し、また、死者を冒涜する内容であることから、人種差別であると批判されている。
2012年、海上保安庁は、ICPOが2010年6月にポール・ワトソンを青手配していた件を赤手配に格上げするようを請求し、2012年9月にICPOは赤手配を各国に実施した。
2014年、東京に接近中だった「台風第18号」に関し、"Phanfone Haiku"と題した文章をオンラインで発表した。「天からの息吹よ、東京を免れて通り過ぎよ、殺人者どもを打ちのめせ！」という俳句と称する文章を含む内容で、太地町へ台風が全速力で激突するように願うとし、あまりカルマを信じていないとしながら「自然の目に唾を吐きかけるような驚くべき傲慢さを持つ国が、他の国よりも自然の怒りに苦しんでいることは興味深い、また彼らはそれに値するとも思う」と投稿、コメント欄には支持者からの称賛の声が殺到した。
2015年、慰安婦問題や南京事件問題を例に「日本の教科書はまるでそうした出来事がなかったかのように残虐行為の言い逃れを行っている」などと批判。
今後の展開として、(1)イルカの死が増加する (2)太平洋地域の魚の放射能レベルが増える (3)日本でのガン患者が増加する (4)政府は今後、ますます情報を押さえつける (5)2020年に日本でオリンピックは開かれない、と予測した。 事実として、シー・シェパードはすでに、2020年の東京五輪のボイコット運動も始めた。
2024年7月21日、2012年に日本がワトソンに対して出した赤色通告によりデンマーク当局によってグリーンランドで逮捕された。日本の捕鯨船「関鯨丸」を妨害しようと船で北太平洋に向かう途中、補給のためグリーンランドの船着き場に係留した際、地元警察に拘束されたという。ワトソンの逮捕はシー・シェパードによって発表された。同組織はこの決定を批判し、「この通知は何年にもわたってオンラインに掲載されていたが、最近インターポールのウェブサイトから消えており、ポール・ワトソンと彼の弁護士は彼がもう行動から解放されたと信じている」と主張している。ワトソン側の弁護士として、日産自動車の元会長であるカルロス・ゴーンの弁護を担当したフランソワ・ジムレなどが就くことが7月29日にル・パリジャンから報じられた。
この逮捕への抗議やワトソンの保釈を求める声が多数寄せられており、フランスのエマニュエル・マクロン大統領やジェーン・グドールやブリジット・バルドーなども今回の逮捕に懸念を表明している。またエマニュエル・マクロンは身柄を日本へ引き渡さないようデンマーク側に働き掛けたとされる。
2024年8月1日、デンマーク司法省は7月31日に日本側から正式な身柄引渡し要請を受けたと明らかにした。8月15日が拘留期限だったが、裁判所は同日、拘留を9月5日まで延長する決定を出した。9月4日、裁判所は拘留を10月2日まで再延長する決定を出した。10月2日、裁判所は拘留を同月23日まで再延長する決定を出した。同月16日、シーシェパードはワトソンがフランスのエマニュエル・マクロン大統領に書簡で政治亡命を申請したと発表した。同月18日、フランスのジャン・ノエル・バロ外相は、亡命申請は原則として申請する国で手続きを取る必要があるとし、ワトソンが国外にいるため「現状では難しい」と述べた。同月23日、裁判所は拘留を11月13日まで延長する決定を出した。同日、ワトソンはフランス国籍の取得を申請した。日本への身柄引き渡しを回避するのが狙い。11月13日、裁判所は拘留を12月4日まで延長する決定を出した。12月2日、裁判所は拘留を同月18日まで延長する決定を出した。
同月17日、デンマーク司法省は日本に引き渡さないと決定し、ワトソンは釈放された。これに対し日本政府の林芳正官房長官は遺憾をと表明した。
2025年4月8日、シー・シェパードは、ワトソンに対する国際手配をICPOが一時停止したと発表した。日本国内で発布された逮捕状に政治的な動機に基づく疑義が生じたとして、ICPOのシステム上で一時停止されたことを確認したという。ICPOが早ければ6月にも手配の適否を最終判断する。「逮捕は日本の政治的動機に基づく」とのワトソン側の主張が認められれば、国際手配が消滅する可能性も出てきた。7月22日、ICPOはワトソンの国際手配を解除したと明らかにした。ICPOは「事件の事実関係についての判断ではなく、デンマークが日本への身柄引き渡しを拒否したとの新たな事実を踏まえて決定した」としている。林芳正官房長官は23日の記者会見で、解除について「極めて遺憾だ」と述べ、その上で「我が国の逮捕状は引き続き有効だ。関係国に同容疑者の引き渡しを求める方針に変わりはない」と強調した。

## 私生活・性格
ワトソンは3度の離婚を経験しており（現在は4度目の婚姻）、最初の妻との間に娘をもうけている。1人目の妻スターレット・ラムは、グリーンピース・ケベック支部、シーシェパード等の創立者。2人目の妻は元モデル、リサ・ディ・ステファーノで、彼女はサンファン島のフライデー・ハーバーに於けるマカ族に対しての反捕鯨キャンペーンの指揮官であった。3人目の妻、アリソン・ランスは、動物保護運動家でシーシェパードのクルーである

。2015年2月14日、ロシア人のヤニナ・ルシノヴッチという動物保護運動家とパリで4度目の結婚をする。2016年9月29日、ヤニナとの息子タイガーがアメリカニューハンプシャー州レバノンで生まれた。
朝日新聞の電話取材に対して、動物から取られた食材は牛乳やチーズを含めて取らない徹底した菜食主義であると答え、その理由は家畜の飼育には大量の植物が必要であり環境に負荷がかかるからとした。鯨肉を食べたことがあるかとの問いには「ない。強制されたとしても絶対に食べない」と語った。
2011年、2005年以来52万ドル（約4千万円）の報酬を受け取ったと報道された。

## フランス生活
- 日本と中米コスタリカが2000年代にそれぞれシーシェパードが起こした事件で逮捕状を用意した。両国政府は厳格に法を適用し、ICPOに国際手配を要請。これを受け、ドイツ治安当局が2012年5月に入国したワトソン容疑者をいったんは拘束した。しかし、保釈され、身柄送致の準備が進められていた同年7月、ワトソン容疑者は忽然とドイツから姿を消した。仲間の助けを借りて、フランスへ逃亡したのである。フランソワ・オランド政権は日本の要求には従わない様子[79]。
- 2016年1月19日、フランス国民会議でパメラ・アンダーソンと一緒にフォアグラ禁止を要請する[80]。
- 本を出版する。フランスタイトル『Urgence!si l’océan meurt,nous mourrons』（危機 !　海洋が死ねば私達は死ぬ）　出版社 : Glént。
- 2016年1月23日放送のフランステレビ番組『On n'est pas couché』で、2008年撮影のビデオが取り上げられる。日本側がワトソンに銃を撃ったとし、防弾ジャケットで助かった場面を放映。何時も自分たちが悪くなく、日本側が暴力を振るっていると訴えた[80]。
- 2025年2月3日、パリ市はワトソンに対し名誉市民の称号を授与した上で、アンヌ・イダルゴ市長は「クジラなどの海洋生物を救うことは正義であり、称賛を集める闘いだ」と称賛し、ワトソンは引き続き日本、アイスランド、ノルウェーに対して妨害活動を続ける考えを示した[81]。

## 著作
- Watson, Paul; Rogers, Warren; Newman, Joseph (1981). Sea Shepherd: My Fight for Whales and Seals. W W Norton & Co Inc. ISBN 978-0393014990
- Watson, Paul (1993). Earthforce! An Earth Warrior's Guide to Strategy. Chaco Press. ISBN 978-0961601959
- Watson, Paul (1994). Ocean Warrior: My Battle to End the Illegal Slaughter on the High Seas. Key Porter Books. ISBN 978-1550135992
- Watson, Paul (2002). Seal Wars: Twenty-Five Years on the Front Lines With the Harp Seals. Firefly Books. ISBN 978-1552977514